# Carlo Ghidelli
Carlo Ghidelli (ur. 24 kwietnia 1934 w Offanengo) – włoski duchowny katolicki, arcybiskup Lanciano-Ortona w latach 2001–2010.

## Życiorys
Święcenia kapłańskie otrzymał 28 czerwca 1958 i został inkardynowany do diecezji Crema. Był wykładowcą miejscowego seminarium (1958–1982), sekretarzem biskupa Carlo Manziana (1964–1982) i asystentem diecezjalnym Akcji Katolickiej (1976–1983). Był także wykładowcą Wydziału Teologicznego Północnych Włoch (1970–1982), podsekretarzem Konferencji Episkopatu Włoch (1983–1986) oraz asystentem kościelnym Katolickiego Uniwersytetu Najświętszego Serca w Mediolanie (1986–2000).

### Episkopat
25 listopada 2000 papież Jan Paweł II mianował go ordynariuszem archidiecezji Lanciano-Ortona. Sakry biskupiej udzielił mu 14 stycznia 2001 kardynał Giovanni Battista Re.
10 października 2007 przekazał parafii św. Tomasza Apostoła w Warszawie część relikwii św. Tomasza Apostoła, uroczystości przewodniczył kardynał Józef Glemp.
11 października 2010 papież Benedykt XVI przyjął jego rezygnację z powodu osiągnięcia wieku emerytalnego. Jego następcą został Emidio Cipollone.